# Kyloe
 (février 2024).
Kyloe est une paroisse civile du Northumberland, en Angleterre. La population de la paroisse civile au recensement de 2011 était de 338 habitants.